# Noorderbad (Groningen)
Het Noorderbad is een voormalig zwembad in Groningen, gebouwd in 1933 naar een ontwerp van J.A. Boer. Het gebouw heeft een expressionistische en kubistische bouwstijl. De zwemzaal is de meest in het oog springende ruimte, deze is gelegen op de eerste verdieping. Het Noorderbad is een rijksmonument.
In 1996 werd gestopt met zwemmen in het gebouw, omdat Sportcentrum Kardinge gebouwd werd. Daarna werd het gebouw tot 2006 als bibliotheek gebruikt, later kwamen er bedrijven in.
In 2020 zijn in een deel van het gebouw (waaronder de oude zwemzaal) 22 appartementen gerealiseerd.